# 阿爾蒂孔
阿尔蒂孔（德語：Altikon）是瑞士联邦苏黎世州温特图尔区的市镇。该市镇面积为7.68平方千米，海拔高度393米，2018年12月31日人口数为706。

## 外部連結
- 阿尔蒂孔官方网站 （页面存档备份，存于） （德文）